# 李振江 (1919年)
李振江（1919年8月—2016年4月3日），男，山东邹平人，中华人民共和国政治人物。

## 生平
1938年，加入中国共产党，在晋察冀二分区参加抗日活动。1945年8月至1949年5月，先后任冀晋二地委宣传部部长、湖北省黄安县委副书记、鄂豫区委宣教科科长。1949年5月，任湖北省委组织部组织科科长。1953年，历任武汉市委直属机关党委书记，武汉市委组织部副部长，大冶钢厂党委书记，黄石市委委员，湖北省委工业部副部长，武汉钢铁党委副书记、书记。文化大革命期间受到迫害，下放劳动。1969年，再任武钢革委会副主任。1970年12月，任中共黄石市委副书记。1981年3月，任吉林省人民政府副省长。1982年7月，任吉林省副省长兼任吉林市委第一书记。1989年12月离休。
2016年4月3日，因病在武汉去世，享年97岁。